# 丹麥文學

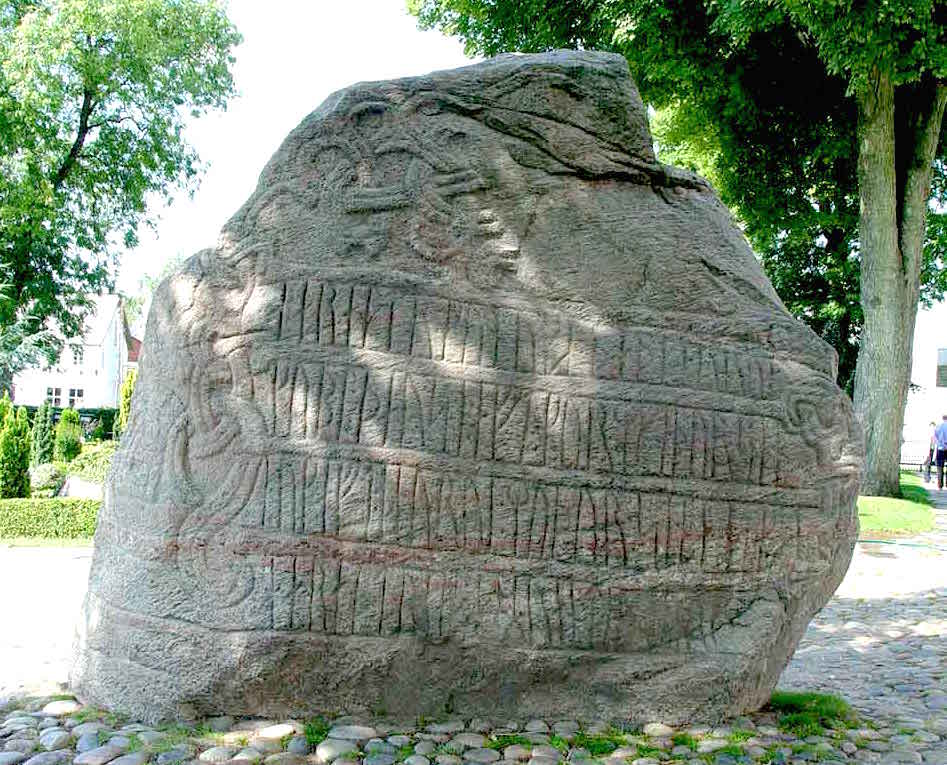
較大的耶靈石顯示有關藍牙哈拉爾德的題字

丹麥文學在發展的過程中，除了吸收自身文化成長外，其發展也深受南邊歐洲地區國家和斯堪地那維亞島上北歐國家的影響，在不同的時期融合其他國家當時盛行的主流思潮和文化，使得丹麥文學呈現豐富多元的面貌。
以下將會依據丹麥文學發展的歷程大致區分為六個重要的時期－－中世紀前、中世紀時期、十六世紀宗教改革與人文主義時期、十八世紀文藝復興時期、十九世紀黃金時代和二十世紀戰爭思潮，並於各個時期依據需要細分出不同的分期，以供參考。

## 中世紀以前
丹麥最早的文學作品是1500年前（400A.D.）出土的卢恩字母所写的碑文，最初的文學體裁為碑文的形式，多記載戰爭、海盜劫掠、領袖事蹟等內容，能夠透過君王、戰士和祭司的石碑文去理解丹麥當時候的社會情況，具有歷史意義和價值，国王蓝牙哈拉尔德，生于936年以前——986或87年）紀念碑可做為代表的石碑文。

## 中世紀時期(五到十五世紀)

### 中世紀前期
6世紀前後，英雄史詩的文學形式在日耳曼地區頗為盛行，英雄史詩的發源地無法明確確定，歷史學家大至猜測英雄史詩的產生來自於當時位於黑海沿岸的哥特人，英雄史詩的文學體裁影響到丹麥地區的文學發展，最有名的是思高而德家族編寫的詩品，多為歌頌家族領袖的內容。

9世紀時，基督教傳入丹麥，但丹麥文學在此時受到冰島地區的傳說影響較深，當時的丹麥文學創作都帶有冰島傳說的特色 。

### 中世紀後期
13世紀羅馬的文化傳入丹麥，受到當時的歐洲地區文學形式影響，天主教和神學的題材成為丹麥文學創作的內容，丹麥的文學發展在此時逐漸融入歐洲地區的共同文學風格。在此時，丹麥文學以民謠為主體文學形式，同時也以民謠作為丹麥文化的傳播方式，民謠在此時的丹麥地區蓬勃發展，而民謠的內容多歌頌英雄人物的事跡，其中也不乏其他類型的民謠，例如歌詠愛情或歷史為內容的民謠，敘事與抒情相結合,内容豐富,語言通俗易懂。現在流傳的各種民謠有600多首，教士和騎士為當時的民謠作出很大的貢獻，教士代表的是從歐洲地區傳入的拉丁文化，影響神學在丹麥地區的傳播，拉丁文學在此時深深影響丹麥文學發展，而騎士則代表丹麥當地文化的紀錄。

15世紀時印刷術改變丹麥的文學傳播方式，開始出現其他地區文學的丹麥文譯本，民謠也在此時被收錄成書 。

#### 代表人物和作品
- 薩克索·格拉瑪提庫斯是丹麥史學家，神學家和作家。丹麥第一部通史《丹麥人的事跡》為其所作，在丹麥文學史中具有歷史文獻和文學重要性[6]，共有十六卷，是一部歌頌丹麥歷史的愛國主義作品，也是丹麥歷史研究的重要材料，以散文為體裁，其中還穿插英雄詩歌，部分內容是由口傳所紀錄下來，全書可以分為兩個部分：第一部至第九部講述的是北歐神話，第十部到第十六部講述的是中世紀歷史[7]。萨克索, 丹麦裔挪威插画家路易斯·穆厄作

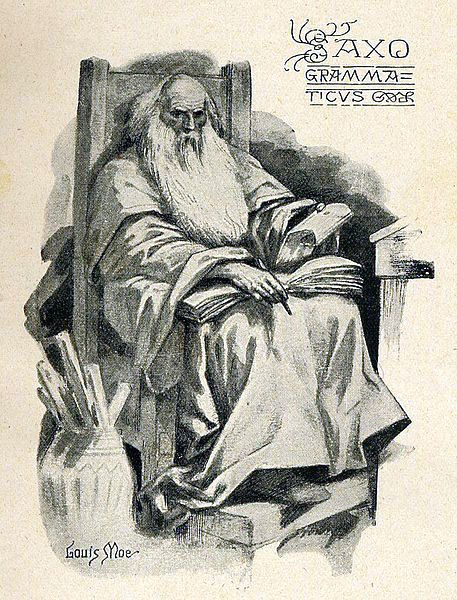
萨克索, 丹麦裔挪威插画家路易斯·穆厄作

- 艾而瑙特(Ælnoth of Canterbury或Ailnoth)是來自坎特伯雷的盎格魯 - 撒克遜本篤會修士，定居在丹麥，作品《丹麥聖王加奴迪的生平和遇難》(Historia ortus, vitae, et Passionis S. Canutis regis Daniae)被教會列為聖品，長詩《六天的使命》也是經院哲學的代表作[8]。
- 歐艾遜(Aagesen)作品《丹麥王朝簡史》(Historia regum Daniae compendiosa)在丹麥中世紀文學裡具有一定的地位[9]。

## 十六世紀宗教改革與人文主義時期
16世紀丹麥歷經宗教改革，丹麥開始廣泛使用自己的語言，作家也開始使用方言創作，人文主義興起，而拉丁文化逐漸被跟著宗教改革一起傳入丹麥的日耳曼文化取代。此時文學作品的形式多元，戲劇、故事集等形式的創作出現，主要文學成就是聖歌。文學作品的內容除了敘述英雄、愛情、歷史等題材，也出現了反天主教的作品內容，而先前民間廣泛流傳的騎士歌謠逐漸轉為貴族文學。

### 代表人物和作品
- 克里斯汀·柏德森(Christiern Pedersen)是當時有名的宗教改革家和人文主義者，創作內容充滿人文主義氣息，編輯過拉丁和丹麥語的大字典，並將薩克索的《丹麥人的事跡》以《丹麥史》(Historia Danica)一名出版,之後更是將新約聖經翻譯成丹麥文出版[10]。

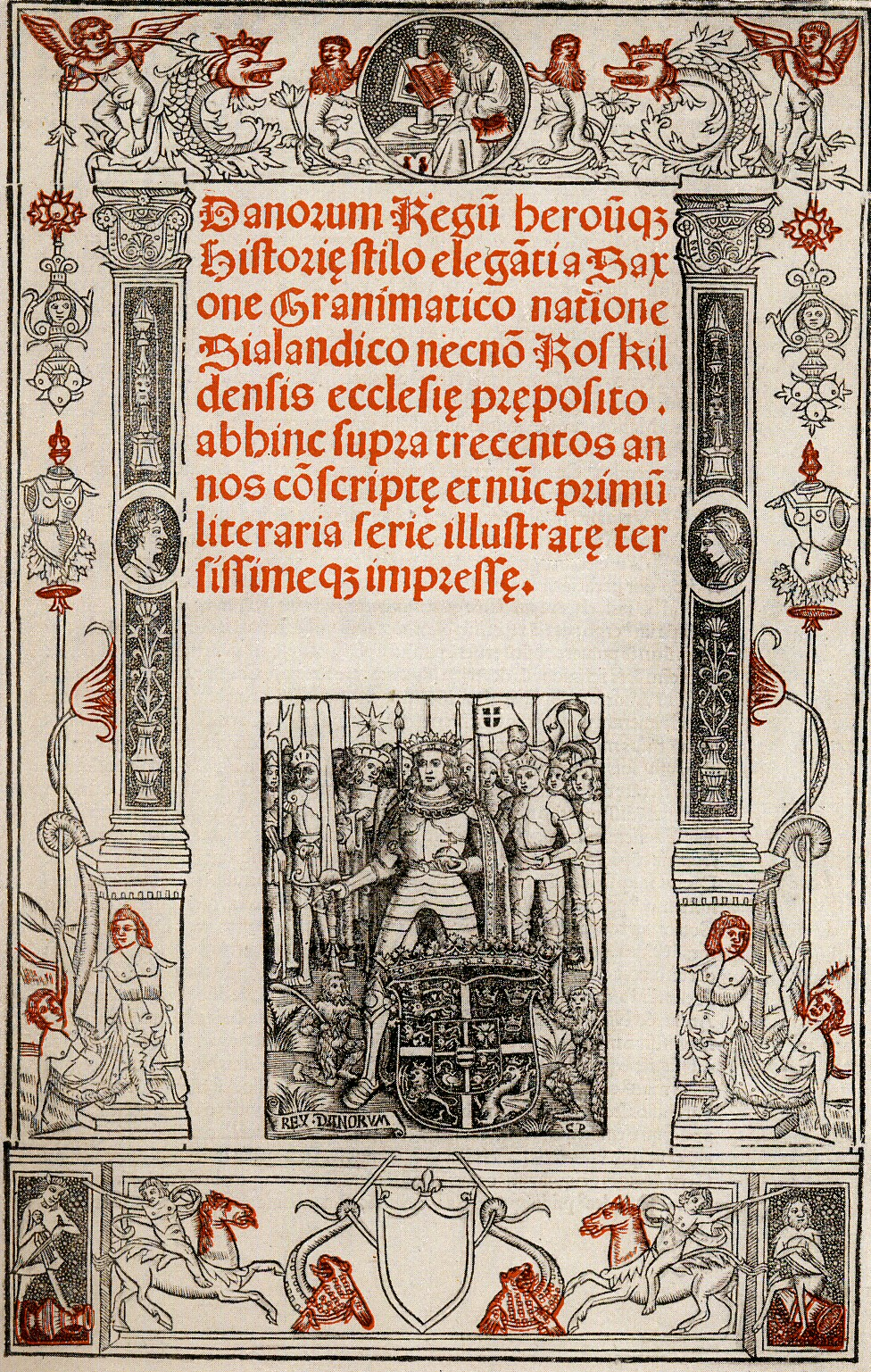
Title page of Danorum Regum heroumque Historiae, Paris 1514

- 漢斯·陶森( Hans Tausen（Tavsen）1494年——1561年11月11日)是丹麥宗教改革路德派神學家，將舊約聖經翻譯成丹麥文，並於1535年將摩西五經的第一部譯文翻譯為丹麥文，作品大都和神學相關[11]。

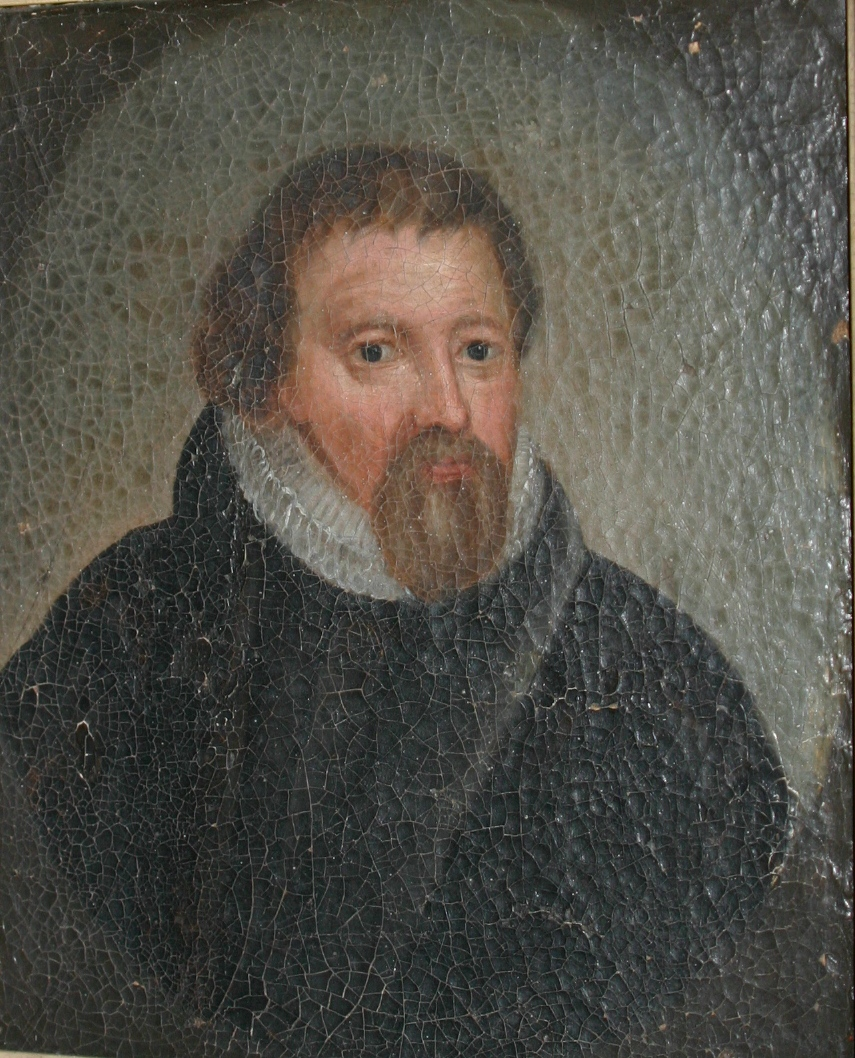
漢斯．陶森

- 托馬斯·金高(Thomas Kingo，1634年12月15——1703年10月14)是一位丹麥主教、詩人和讚美詩作家，他的作品標誌著丹麥巴洛克詩歌的巔峰，1674年他創作了《精神歌曲合唱團》（Aandelige Siunge-Koor）的第一部分; 1681年完成第二部分，這部作品由一系列美麗的讚美詩組成，其中一些仍在丹麥教堂流行。並在1699年編輯《金高的讚美詩》（Kingos Psalmebog），其中包含了他自己的八十五部曲，並且仍在丹麥的各個地方使用[12]。

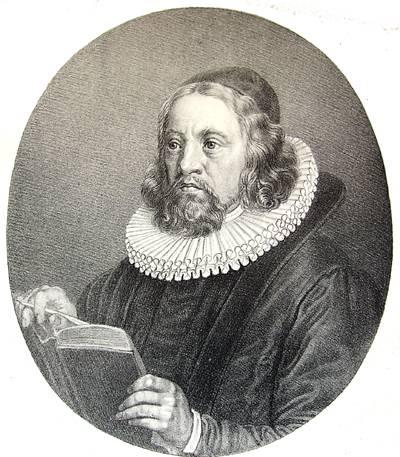
托馬斯．金高

## 十八世紀文藝復興和啟蒙時期
十八世紀丹麥受到歐洲地區文藝復興的影響，來自英、法的啟蒙思想開始在丹麥發展，唯理主義和德國的虔誠主義應時出現，學術風氣盛行，與此同時丹麥經濟發展穩定，文學的需求相對而生，許多重要的文學事跡在這時期產生，例如丹麥在1722年於哥本哈根建立了第一座劇院，脫離長久以來戲劇受到歐洲地區壟斷的情況。

### 代表人物和作品
- 路維·郝爾拜(Ludvig Holberg1684年12月3日－1754年1月28日，)是18世紀重要的北歐哲學家、歷史學家、散文家和劇作家，受到人文主義、啟蒙運動和巴洛克藝術影響。路維·郝爾拜被認為是現代丹麥文學和挪威文學的創始人，創作題材多元，作品眾多，主要以戲劇(喜劇)為主，他的著作可以分為三個時期：1711-1718主要編纂歷史，1719-1731多為創作諷刺詩歌和舞台喜劇，1731-1750主要以哲學為作品題材[13]。

#### 路維·郝爾拜主要作品[13]

##### 喜劇

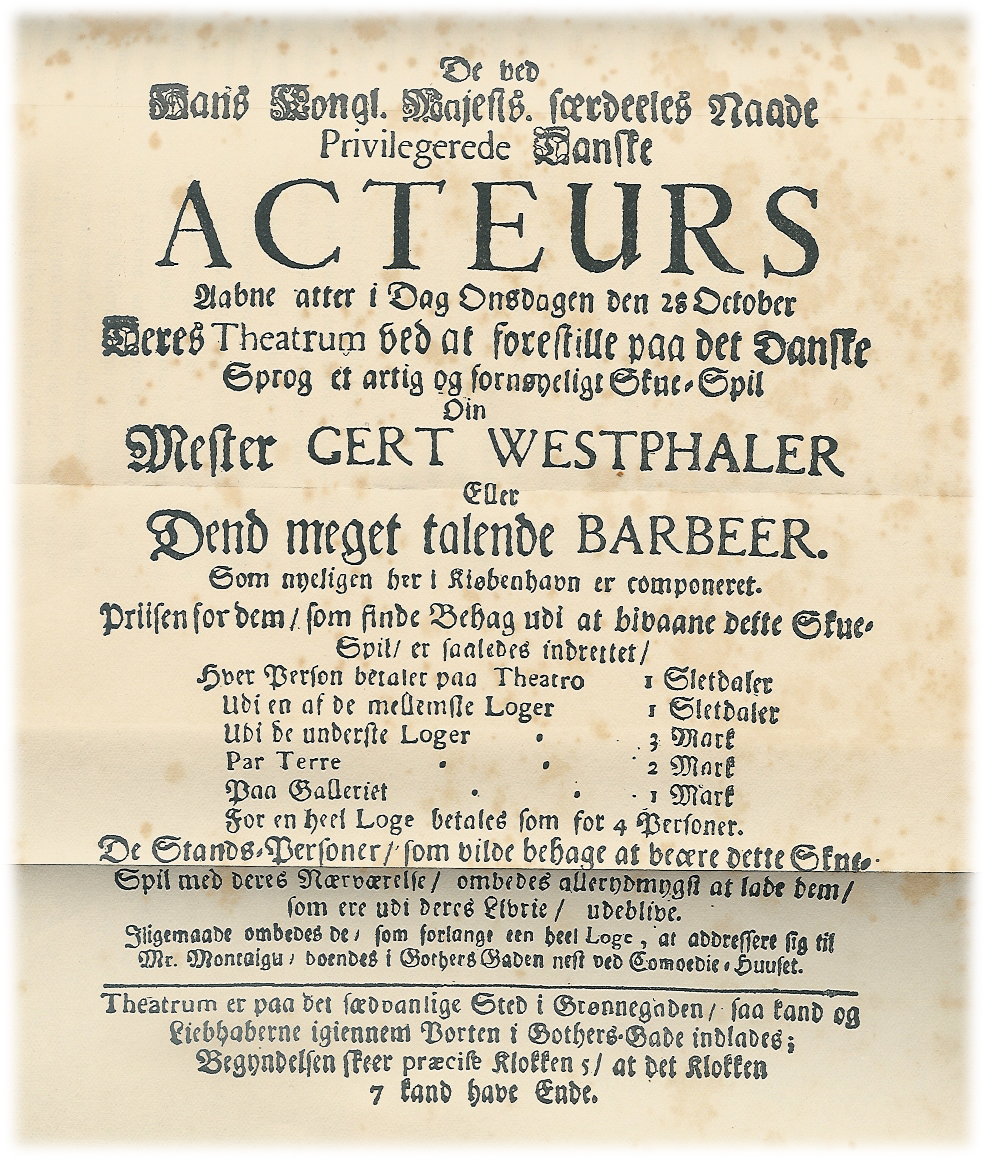
路維·郝爾拜戲劇中最早的現存劇院海報, Mester Gert Westphaler, 1722

- Den Politiske Kandestøber, 1722 (Eng. The Political Tinker / The Pewterer turned Politician)
- Den vægelsindede, 1722 (Eng. The Waverer / The Weathercock)
- Jean de France eller Hans Frandsen, 1722 (Eng. Jean de France)
- Jeppe på bjerget eller den forvandlede Bonde, 1722 (Eng. Jeppe of the Hill, or The Transformed Peasant)
- Gert Westphaler|Mester Gert Westphaler, 1722 (Eng. Gert Westphaler)
- Barselstuen, 1723 (Eng. The Lying-in Room)
- Den ellefte Junii, 1723
- Jacob von Tyboe eller den stortalende Soldat, 1723
- Ulysses von Ithacia, 1723 (Eng. Ulysses of Ithaca)
- Erasmus Montanus eller Rasmus Berg, 1723 (Eng. Erasmus Montanus or Rasmus Berg)
- Don Ranudo de Colibrados, 1723
- Uden Hoved og Hale, 1723 (Eng. Without Head or Tail)
- Den Stundesløse, 1723 (Eng. The Fidget)
- Hexerie eller Blind Allarm, 1723 (Eng. Witchcraft or False Alert)
- Melampe, 1723
- Det lykkelige Skibbrud, 1724 (Eng. The Happy Capsize)
- Det Arabiske Pulver, 1724 (Eng. The Arabian Powder)
- Mascarade, 1724 (Eng. Masquerade)
- The Christmas Party (play)|Julestuen, 1724 (Eng. The Christmas Party)
- De Usynlige, 1724 (Eng. The Invisible / The Masked Ladies)
- Diderich Menschenskraek, 1724 (Eng. Diderich the Terrible)
- Kildereisen, 1725 (Eng. The journey to the source / The source Journey)
- Henrich og Pernille, 1724–1726 (Eng. Henrik and Pernille)
- Den pantsatte Bondedreng, 1726 (Eng. The Pawned Farmers helper / The Peasant in Pawn)
- Pernilles korte Frøkenstand, 1727 (Eng. Pernille's Brief Experience as a Lady)
- Den Danske Comoedies Liigbegængelse, 1727 (Eng. Funeral of Danish Comedy)
- Den honette Ambition, 1731 (Eng. The honest/honourable ambition)
- Den Forvandlede Brudgom, 1753 (Eng. The Changed Bridegroom)
- Plutus eller Proces imellom Fattigdom og Riigdom, publ. 1753
- Husspøgelse eller Abracadabra, publ. 1753 (Eng. The house's Ghost or Abracadabra)
- Philosophus udi egen Indbildning, publ. 1754
- Republiqven eller det gemeene Bedste, publ. 1754
- Sganarels Rejse til det philosophiske Land, publ. 1754 (Eng. Sganarel's Journey to the Land of the Philosophers)

##### 詩歌
- Peder Paars, 1720
- fire Skæmtedigte, 1722 (Eng. Four poems for fun)
- Metamorphosis eller Forvandlinger, 1726 (Eng. Metamorphosis or Changes)

##### 小說

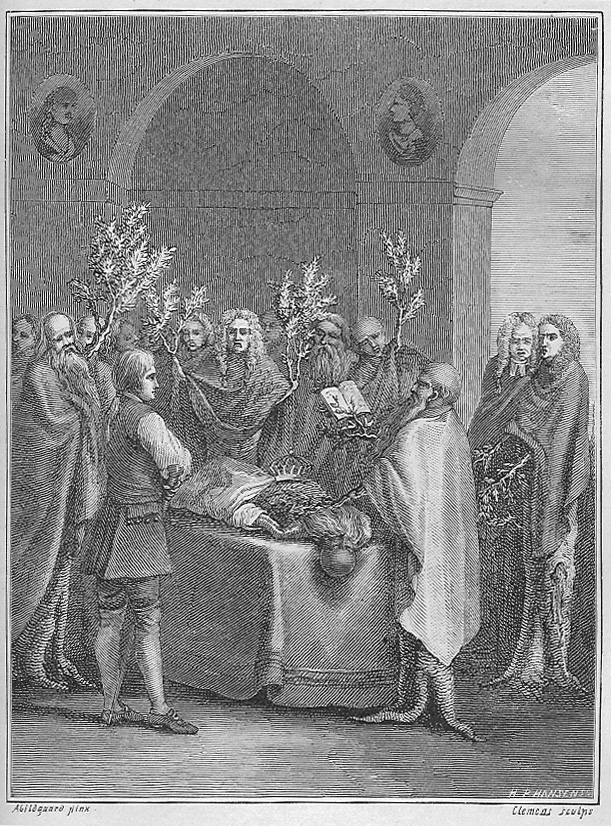
1789 版本 Niels Klims underjordiske Rejse中的插圖. Nicolai Abraham Abildgaard繪製，由 Johan Frederik Clemens 雕刻

- Nicolai Klimii iter subterraneum, 1741. (Translated to Danish by Hans Hagerup in 1742 as Niels Klims underjordiske Rejse.) (Eng. Niels Klim's Underground Travels or Nicolai Klimii's subterranean Journey or The Journey of Niels Klim to the World Underground Bison Books, 2004. ISBN 0-8032-7348-7)

##### 論文
- Moralske Tanker, 1744 (Eng. Moral thoughts)
- Epistler, 1748–54
- Moralske Fabler, 1751 (Eng. Moral Fables)
- Tre latinske levnedsbreve, 1728–1743

##### 歷史著作
- Introduction til de fornemste Europæiske Rigers Historier, 1711 (Eng. Introduction to the Greatest European Empires Histories)
- Morals Kierne eller Introduction til Naturens og Folke-Rettens Kundskab, 1716 (Eng. The Core of Morality or Introduction to Natural and International Law)
- Dannemarks og Norges Beskrivelse, 1729 (Eng. Denmark and Norways Description)
- Dannemarks Riges Historie, 1732–35 (Eng. The Danish Empire/Kingdom's History)
- Den berømmelige Norske Handel-Stad Bergens Beskrivelse, 1737 (Eng. The Famous Norwegian Commercial Hub Bergen's Description)
- Almindelig Kirke-Historie, 1738 (Eng. General Church History)
- Den jødiske Historie fra Verdens Begyndelse, fortsat til disse Tider, 1742 (Eng. The Jewish History From the Beginning of the World, Continued till Present Day/These Times)
- Adskillige store Heltes og berømmelige Mænds sammenlignede Historier, 1739–53 (Eng. Several Great Heroes' and Famous Men's Compared Histories)
- Adskillige Heltinders og navnkundige Damers sammenlignede Historier, 1745 (Eng. Several Heroines' and Noteworthy Ladies' Compared Histories)

## 十九世紀黃金時代

### 浪漫主義
19世紀上半葉丹麥文學發展受到來自歐洲地區浪漫主義的影響，此時期的作品風格多半從現實生活中，運用浪漫主義的手法，表達了人類對美好未來的嚮往，體現了現實主義傾向和民主主義精神，作品辭藻優美華麗，內容脫離政治，傳達豐富的精神內涵。德國地區的浪漫主義影響丹麥作家最為深刻，許多重要作家的作品都深受德國浪漫主義影響 。

#### 代表人物和作品
- 亞當·戈特洛布·奧倫施拉格(Adam Oehlenschläger，1779年11月14日- 1850年1月20日)是丹麥詩人和劇作家`,為丹麥文學和浪漫主義的代表之一，他在丹麥文學中引入了浪漫主義，他的名字至今仍然是斯堪的納維亞浪漫的代名詞。亞當·戈特洛布·奧倫施拉格喜歡運用英國詩人的比喻方式，創作大量詩歌，戲劇，散文，他的詩歌和戲劇作品風格清晰、高尚、豐富，作品詞語通順流暢，順其自然的情感和豐富的浪漫熱情一直是他極度受讀者歡迎的特色。1819年亞當·戈特洛布·奧倫施拉格創作現在的丹麥國歌之一Der er et yndigt land，其他重要的代表作品有：《金角》(Guldhornene)被視為丹麥浪漫主義文學的開端、《仲夏夜之劇》(Vanct Hansaften-Spil)和《哈貢雅而之死》(Hakon Jarls Død)這兩齣劇也相當有名。1829年，他被公開賦予「北歐詩歌之王」和「斯堪地那維亞詩歌之王」桂冠。

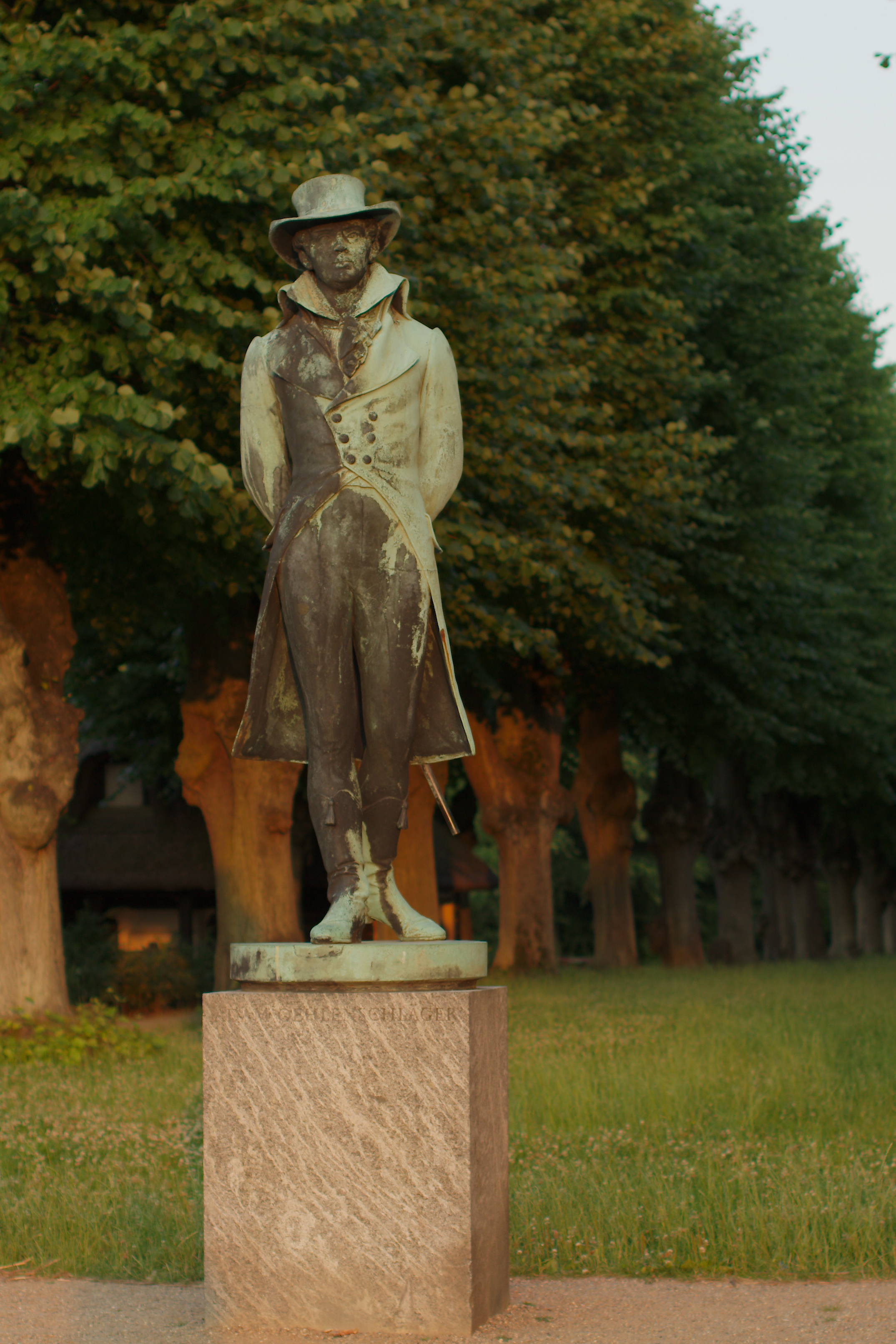
亞當·戈特洛布·奧倫施拉格在腓特烈斯貝花園（哥本哈根）的雕像

- 侯克(Carsten Hauch，1790年5月12日——1872年3月4日)是丹麥詩人和劇作家，作品以悲劇聞名，在1848年戰爭爆發時回到哥本哈根，大約在這個時候，他的戲劇才華達到了頂峰，他製造了一個又一個令人欽佩的悲劇，例如Svend Grathe (1841)、The Sisters at Kinnekullen (1849)、Marshal Sag (1850)、 Honour Lost and Won (1851)和Tycho Brahe's Youth (1852)[14]。

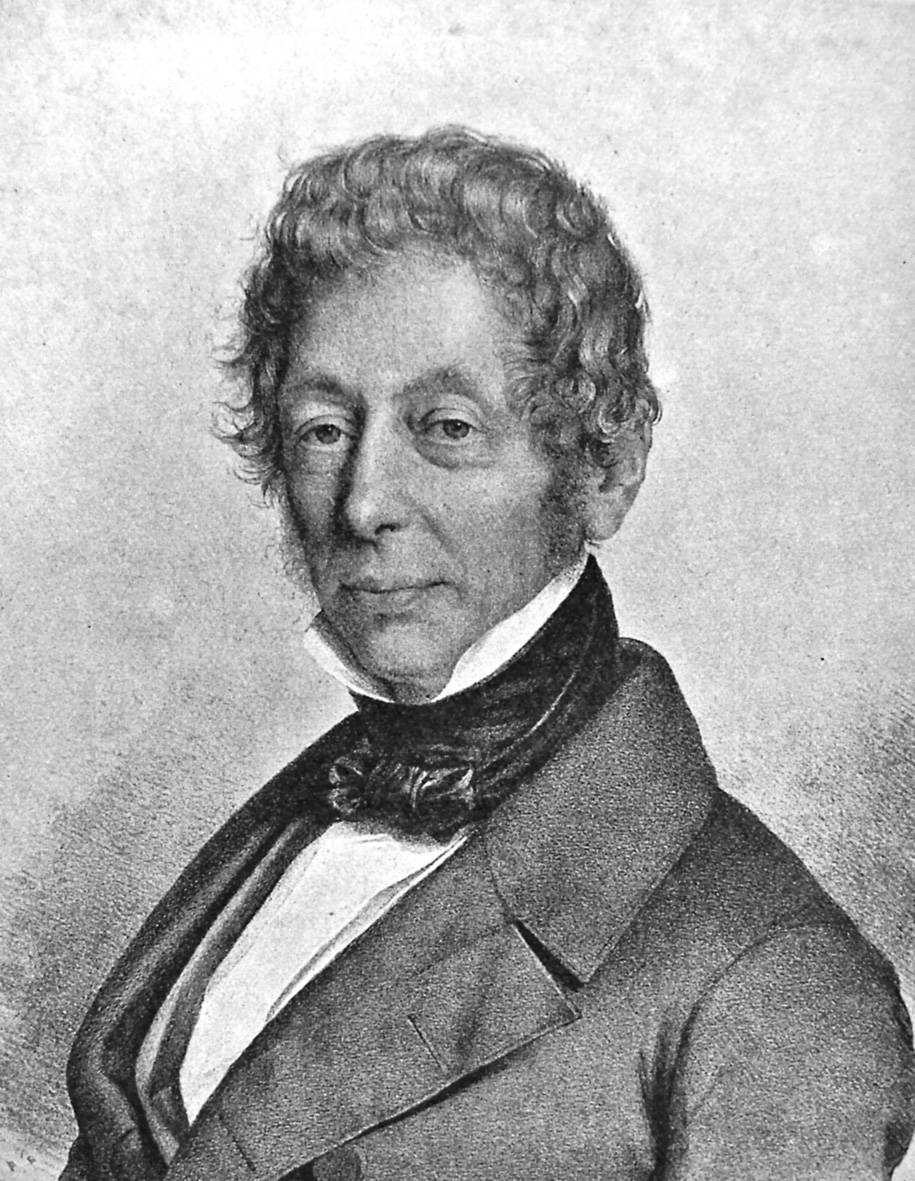
Johannes Carsten Hauch

- 殷各曼(Bernhard Severin Ingemann，1789年5月28日——1862年2月24日)是丹麥小說家和詩人，被稱為第四位偉大的丹麥讚美詩作家（在Kingo，Brorson和格龙维之後），殷各曼不過於執著聖經教條，比較受到自我想法和宗教興趣的影響。他的作品以詩歌和歷史小說比較為人所知，並將歷史小說引入丹麥文學之中，在奥伦施拉格去世後，他被認為是丹麥的非官方詩人，文學評論家們在散文和詩歌中都提到了殷各曼作品風格的優雅和精緻[15]。

##### 殷各曼主要作品[15]

###### 歌曲
- I sne står urt og busk i skjul (1831)
- I alle de riger og lande (1837)
- I østen stiger solen op (1837)
- Lysets engel går med glans (1837)
- Nu titte til hinanden (1837)
- Dagen går med raske fjed (1838)
- Julen har bragt velsignet bud (1839)
- Den store mester kommer (1841)
- Stork! stork! Langeben! (1842)
- Dejlig er jorden (1850)
- Glade jul, dejlige jul (1850)

###### 短篇故事
- Eventyr og Fortællinger (1820)
- Glasskabet (1847)

###### 史詩
- Waldemar den Store (1824)
- Dronning Margrete (1836)
- Holger Danske (1837)

###### 小說
- Valdemar Seier (1826)

Erik Menveds Barndom (1828)
- Kong Erik og de Fredløse (1833)
- Prinds Otto af Danmark (1834)

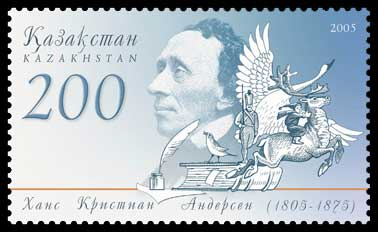
安徒生郵票,哈薩克斯坦Kazakhstan, 2005

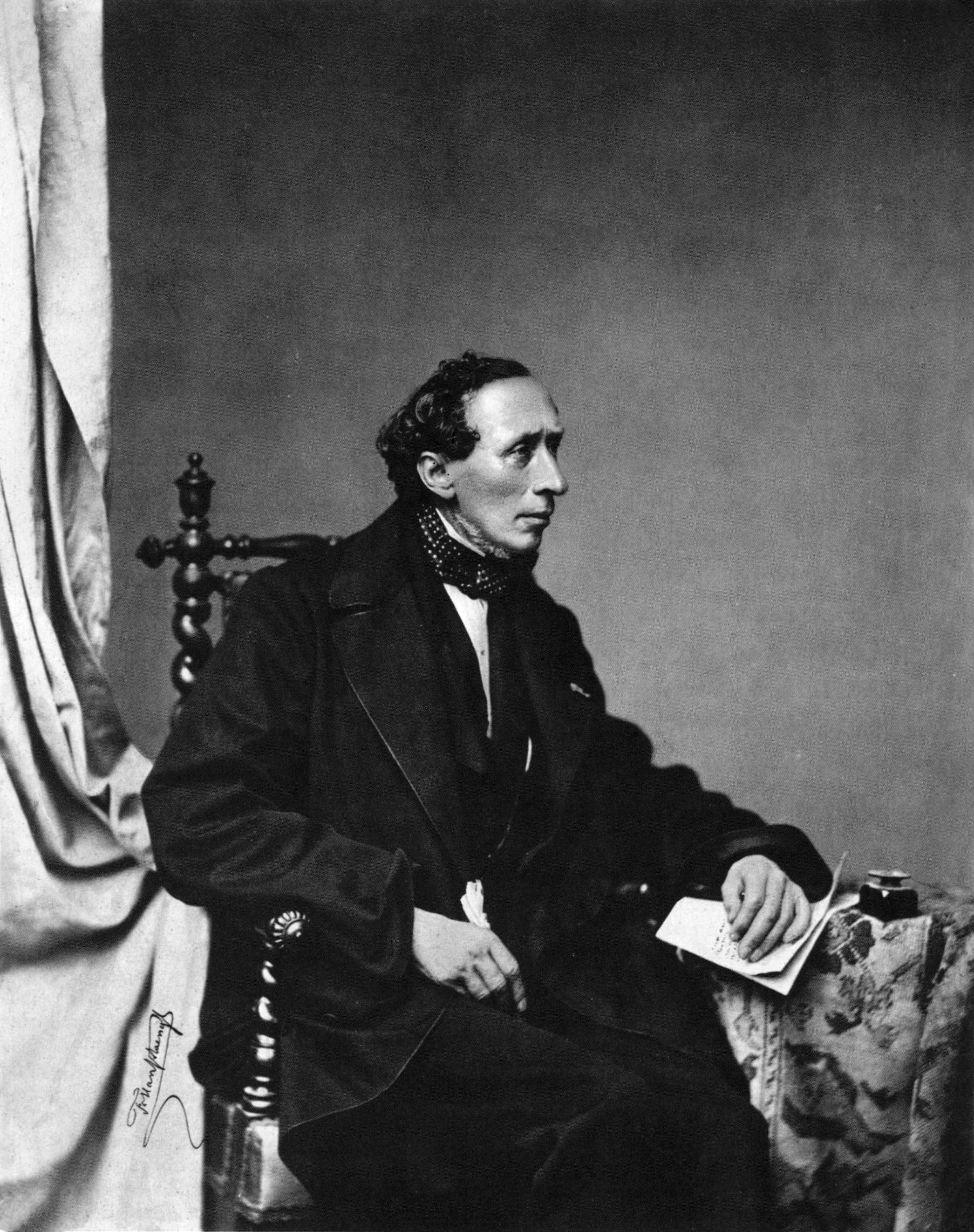
安徒生肖像（1860年7月，Franz Hanfstaengl摄）

漢斯·克里斯汀·安徒生(Hans Christian Andersen，1805年4月2日——1875年8月4日)通稱安徒生，丹麥作家暨詩人和哲學家，其作品內容多元，其中最出名的也最具影響力的是他所撰寫的童話故事，並因為童話作品而聞名於世，從童話中帶出深刻的寓意。他總共創作164篇作品，許多膾炙人口的作品不僅被譯成了多國語言，還被列為世界文化遺產，安徒生生前獲得皇家致敬，被高度讚揚為給予全歐洲的一代孩子帶來了歡樂，他的作品被翻譯為超過150種語言，成千上萬冊童話書在全球陸續發行出版，而童話故事則激發了大量電影、舞台劇、芭蕾舞劇及動畫的創作。 

#### 安徒生主要作品[19]

##### 戲劇
- 《阿爾芙索爾》（Alfsol，1822年6月）
- 《維森貝的匪徒》（Røverne i Vissenbjerg i Fyen，1822年8月）
- 《聖尼古拉教堂鍾樓的爱情》（Kjærlighed paa Nicolai Taarn eller Hvad siger Parterret，1829年）
- 《拉默穆爾的新娘》（Bruden fra Lammermoor，1832年）
- 《烏鴉》（Ravnen eller Broderprøven，1832年）
- 《埃格内特和美人鱼》（Agnete og Havmanden，1834年）
- 《離别與相逢》（Skilles og mødes，1835年）
- 《司普洛峨的神》（Den Usynlige paa Sprogø，1839年）
- 《黑白混血兒》（Mulatten，1840年）
- 《摩爾人的女兒》（Maurerpigen，1840年）
- 《國王的夢想》（Kongen drømmer，1844年）
- 《幸福之花》（Lykkens Blomst，1845年）
- 《小基爾斯滕》（Liden Kirsten，1846年）
- 《科莫湖邊的婚礼》（Brylluppet ved Como-Søen，1848年）
- 《比珠寶還珍貴》（Meer end Perler og Guld，1850年）
- 《夢神》（Ole Lukoie，1850年）
- 《新房產》（Den nye Barselstue，1850年）
- 《海爾德摩爾》（Hyldemoer，1851年）
- 《出身並非名門》（Han er ikke født ，1864年）
- 《西班牙客人》（Da Spanierne var her，1865年）

##### 童話
- 《牛油蜡烛》（Tællelyset）
- 《國王的新衣》
- 《丑小鸭》
- 《猪倌》
- 《豌豆公主》
- 《幸运的套鞋》
- 《樅樹 (童話)|枞树》
- 《冰雪女王》
- 《跳高者》
- 《接骨木树妈妈》
- 《钟声》
- 《老房子》
- 《幸福的家庭》
- 《母亲的故事》
- 《衬衫领子》
- 《影子 (童話)|影子》
- 《卖火柴的小女孩》
- 《小杜克》
- 《顽皮的孩子》
- 《红鞋》
- 《拇指姑娘》
- 《天堂飘来的叶子》
- 《屎壳郎》
- 《夜鶯 (童話)|夜莺》
- 《小錫兵》
- 《沼澤王的女兒》
- 《小美人魚》
- 《飛箱》

##### 童話集
- 《没有画的画册》（Billedbog uden Billeder）
- 《讲给孩子们听的故事》（Eventyr, fortalte for Børn，1835年至1841年间分6册发行）
- 《新童话集》（Nye Eventyr，1843年至1872年间分16册发行）
- 《故事集》（Historier，1852年和1853年分2册发行）
- 《新的童话和故事》（Nye Eventyr og Historier，1858年至1872年间分10册发行）
- 《童话和故事》（Eventyr og Historier，1862年至1874年间分5卷发行）

##### 小說
- 《即兴诗人》（Improvisatoren，1835年）
- 《奥·特》（O. T.，1836年）
- 《不过是个提琴手》（Kun en Spillemand，1837年）
- 《两位男爵夫人》（De to Baronesser，1848年）
- 《生存还是毁灭》（At være eller ikke være，1857年）
- 《幸运的贝儿》（Lykke-Peer，1870年）

##### 遊記
- 《1828年和1829年从霍尔门运河至阿迈厄岛东角步行记》（Fodreise fra Holmens Canal til Østpynten af Amager i Aarene 1828 og 1829，1829年）
- 《1831年夏游览哈茨山、萨克森瑞士等地的剪影》（Skyggebilleder af en Reise til Harzen, det sachsiske Schweitz etc. etc., i Sommeren 1831，1831年）
- 《一个诗人的市场》（En Digters Bazar，1842年）
- 《瑞典风光》（I Sverrig，1851年）
- 《西班牙纪行》（I Spanien，1863年）
- 《访问葡萄牙》（Et Besøg i Portugal，1866年）

##### 詩集
- 《诗集》（Digte，1830年）
- 《幻想与随笔》（Phantasier og Skizzer，1831年）
- 《一年的十二个月》（Aarets tolv Maaneder, Tegnede med Blæk og Pen，1832年）

##### 自傳
- 《我一生真实的故事》（Das Märchen meines Lebens ohne Dichtung，1847年1月和2月，德文）
- 《我的童话人生》（Mit Livs Eventyr, C.A. Reitzels forlag, København，1855年7月19日）
- 《我的一生》（The Story of My Life，1871年，英文）

- 海柏格(Johan Ludvig Heiberg，1791年12月14日——1860年8月25日)是丹麥詩人、劇作家、文學評論家、文學歷史學家以及小說家，他提倡黑格爾哲學，並將歌舞雜耍引進丹麥。他的創作形式多元，他創作了大量的這些雜耍表演，其中最著名的是《所羅門王和帽匠喬治》(King Solomon and George the Hatmaker，1825)、《愚人節》(April Fools，1826)、《羅森博格花園的故事》（A Story in Rosenborg Garden，1827）、KjøgeHuskors（1831年）、《巴黎的丹麥人》（The Danes in Paris，1833）、《不》（No，1836）和《是》（Yes，1839）。在那個時代海柏格對文學品味和批評意見的影響大於其他任何的作家，能與18世紀的路維·郝爾拜相比。當時丹麥浪漫主義運動使得大多數詩人作品都非常嚴肅，而海柏格在他的作品中增添了幽默、優雅和諷刺的元素，他詼諧精緻的作品在丹麥文學中幾乎是獨一無二的[20]。

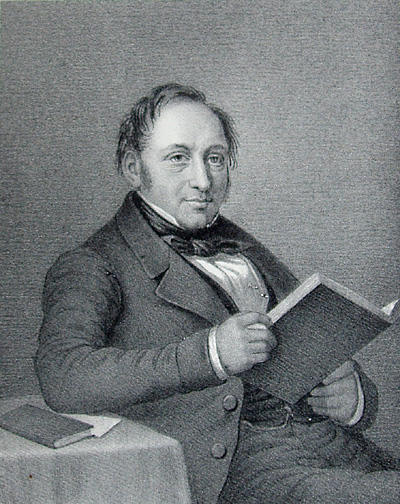
Johan Ludvig Heiberg

### 現實主義的萌芽和浪漫主義的演變
19世紀中葉，丹麥有些作家開始對浪漫主義產生反思、反抗，現實主義因而出現，作家開始以現實社會作為創作的題材，而浪漫主義在此時也有了不同的變化，因為同時受到浪漫主義、現實主義的影響，在此時代的丹麥文學的主流思潮是模糊不清的，作家的作品多半會屬於偏向單一主義的形式書寫或是將兩者交叉使用。而丹麥現實主義文學要取得突破要等到1870年代，作家開始廣泛地以社會問題和經濟問題進行創作。

#### 代表人物和作品
- 巴路丹．米勒(Frederik Paludan-Müller，1809年2月7日——1876年12月27日)是丹麥詩人，1832年他以《四部羅曼史》(Four Romances)開啟了他的詩歌生涯，並創作了一部名為《愛在法庭上》(Love at Court)的浪漫喜劇，取得了相當大的成功，並於1833年由《舞女》（Dandserinden）取得廣泛的知名度。《凡人亞當》（Adam Homo）是巴路丹．米勒創作的一部敘事史詩，以諷刺、具有當代性和描寫性的內容聞名，將他對丹麥和愛情的所有印像都融入其中，它涉及人格的二元性、社會野心的空虛，以及無私的愛的救贖力量，這部作品仍然是丹麥詩歌文學的經典之作。巴路丹．米勒的作品，尤其是《凡人亞當》（Adam Homo），在許多方面代表了丹麥浪漫主義極致的理想主義要求[21]。
- 高德司密特(Meïr Aron Goldschmidt，1819年10月26日——1887年8月15日)是丹麥出版商，記者和小說家，具有猶太背景。他是丹麥當代現實主義的先驅，曾非常有远见地赞扬了克尔凯郭尔的《非此即彼（丹麦文：enten-eller）》，这是他出版的第一本书他在1840年創立了周刊《海盜船》（Corsaren）每周諷刺政治和社會現象，在不同的編輯的掩護下，他批評了國王被判入獄4天，《海盜船》（Corsaren）至今仍然是丹麥新聞業的先驅。他的小說作品中擁有猶太人在丹麥社會當中的討論，例如他的第一部小說《恩約德》（En Jøde，1845）英文翻译《A Jew，1990》，是第一部描述從內部看到哥本哈根猶太人的社會處境。他的代表小說作品是大型長篇小說《無家可歸者》（Hjemløs，1853）[22]。

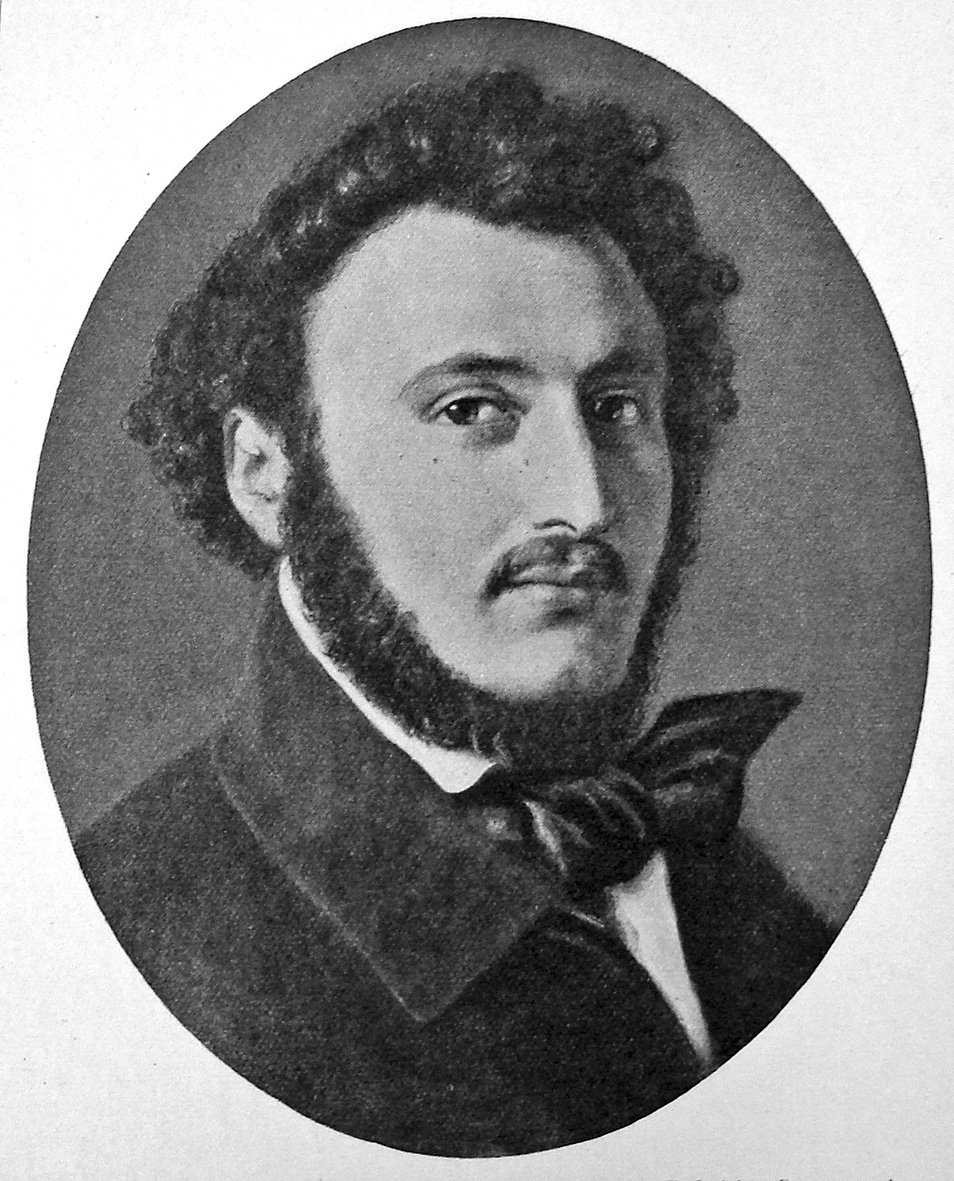
Meïr Aron Goldschmidt.

### 寫實主義的興起和自然主義的產生
受到1864年，丹麥在普丹戰爭中戰敗，被迫將什勒斯維希-霍爾斯坦省割讓給普魯士的影響，丹麥人不得不正式現實狀況，不再沉浸在浪漫主義的幻想之中。1870到1890是丹麥的「現代突破」(Det Moderne Gennembrud)，「現代突破」的作家反對浪漫主義不切實際的傳統風格，其特徵之一特徵還有以國際視角撰寫作品，性和宗教有關的題材不再受到限制可以自由發揮，以及對達爾文主義等科學成就的興趣。文學中關注現實主義，並將問題置於辯論之中。性別問題受到嚴肅的對待，更多的女性作家參與了這些問題。寫實主義和自然主義使得丹麥文學界一改先前的浪漫主義風氣，作家們開始關注社會現實議題和科學領域。

#### 代表人物和作品
- 格奥尔格·布兰德斯，（1842年2月4日——1927年2月19日）是一位丹麥評論家和學者，從19世紀70年代到20世紀初，他對斯堪的納維亞和歐洲文學產生了極大的影響。他被視為斯堪的納維亞文化「現代突破 」背後的理論家，他定義了現代突破，並開始了文化激進主義的運動。布蘭德斯在30歲時制定了新現實主義和自然主義的原則，譴責超審美寫作和文學幻想，他的文學目標得到其他作家的讚同，布蘭德斯的作品被視為壓制性規範、權威和虛偽的解放者，他為許多當代作家提供了靈感，其中包括挪威現實主義劇作家亨里克·易卜生。而在他的影響之下，丹麥的小說開啟了實驗小說的時代，重新詮釋自身的意義。他的重要作品有《十九世紀文學中的主流》(Main Currents in the Literature of the Nineteenth Century)，這部作品對歐洲一些主要國家文學的批評鮮明新穎，以及他對18世紀偽古典主義的反抗的描述，立刻引起了丹麥和其他國家文壇的關注。他後來作品中最重要的是他對威廉·莎士比亞（1897-1898）的研究。

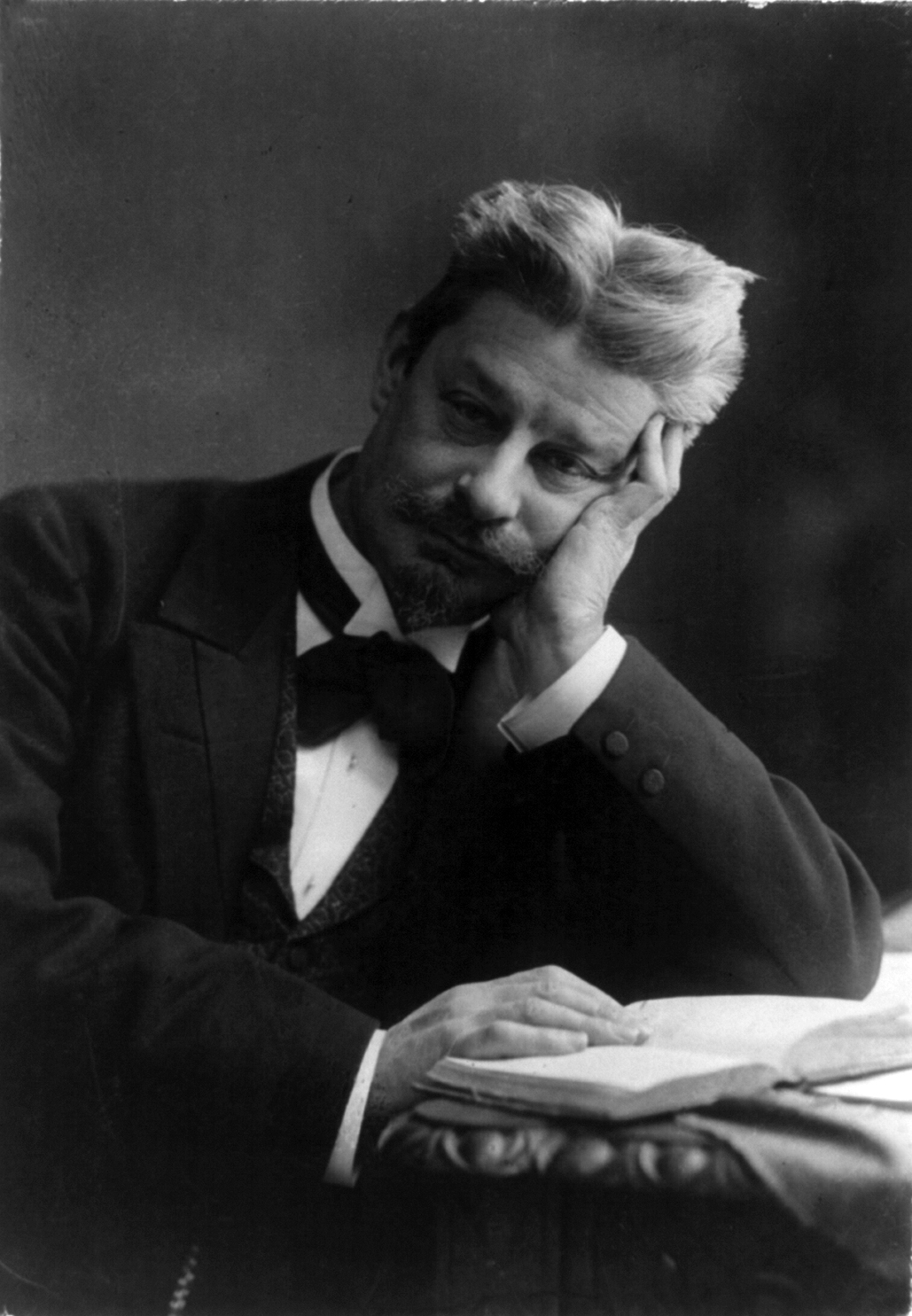
1904年的1842年2月4日——1927年2月19日

- 延斯·彼得·雅各布森（Jens Peter Jacobsen1847年4月7日——1885年4月30日）是丹麥小說家、詩人和植物学家，在丹麥經常寫成“ J. P. Jacobsen ”（並發音為“I. P. Jacobsen”）。他開始了丹麥文學中自然主義運動，並成為現代突破作家中的一份子。雅各布森的作品並不是非常廣泛，但其國際影響力卻相當大，他的經典著作由兩部小說、七部短篇小說和一部詩歌組成，雖然作品數量不是很多，但足以讓他成為最有影響力的丹麥作家之一。他的歷史小說《十七世紀的一位女士》（Fru Marie Grubbe，1876，英文翻譯Marie Grubbe， 1917年）是丹麥第一個對一位17世紀女性的心理學研究[26]。第二部小說是以保守現實主義風格所撰寫的作品:《尼爾斯·萊恩》（Niels Lyhne，1880，英文譯本1919年)[27]。雅各布森的短篇小說收錄於Mogens og andre Noveller（1882，翻譯為Mogens and Other Tales，1921，Mogens and Other Stories，1994）。其中必須提到《莫根斯》（1872年，他的正式首演）。
- 霍爾格·德拉赫曼(Holger Henrik Herholdt Drachmann，1864年10月19日——1908年1月14日)是丹麥詩人、戲劇家和畫家，是斯堪的納維亞現代突破運動的人物之一，他加入了追隨布蘭德斯的年輕激進派作家群體。他的作品題材大都來自於他對現實社會生活的觀察，他航行數個國家，這些經驗成為他創作的材料，德拉赫曼是現代最受歡迎的丹麥詩人之一，他將現代叛逆主義的態度與對婦女和歷史的浪漫主義觀點結合在一起。他的代表作品有：詩歌 Dæmpede Melodier (Muffled Melodies, 1875)奠定了他職業作家的身分，另外他的浪漫戲劇Der var engang（Once upon a Time）在哥本哈根皇家丹麥劇院(Royal Danish Theatre)的董事會取得了巨大的成功，並成為經典作品，他的悲劇VølundSmed（Wayland the Smith，1894）和Brav-karl（1897）使他成為丹麥最受歡迎的劇作家[28]。

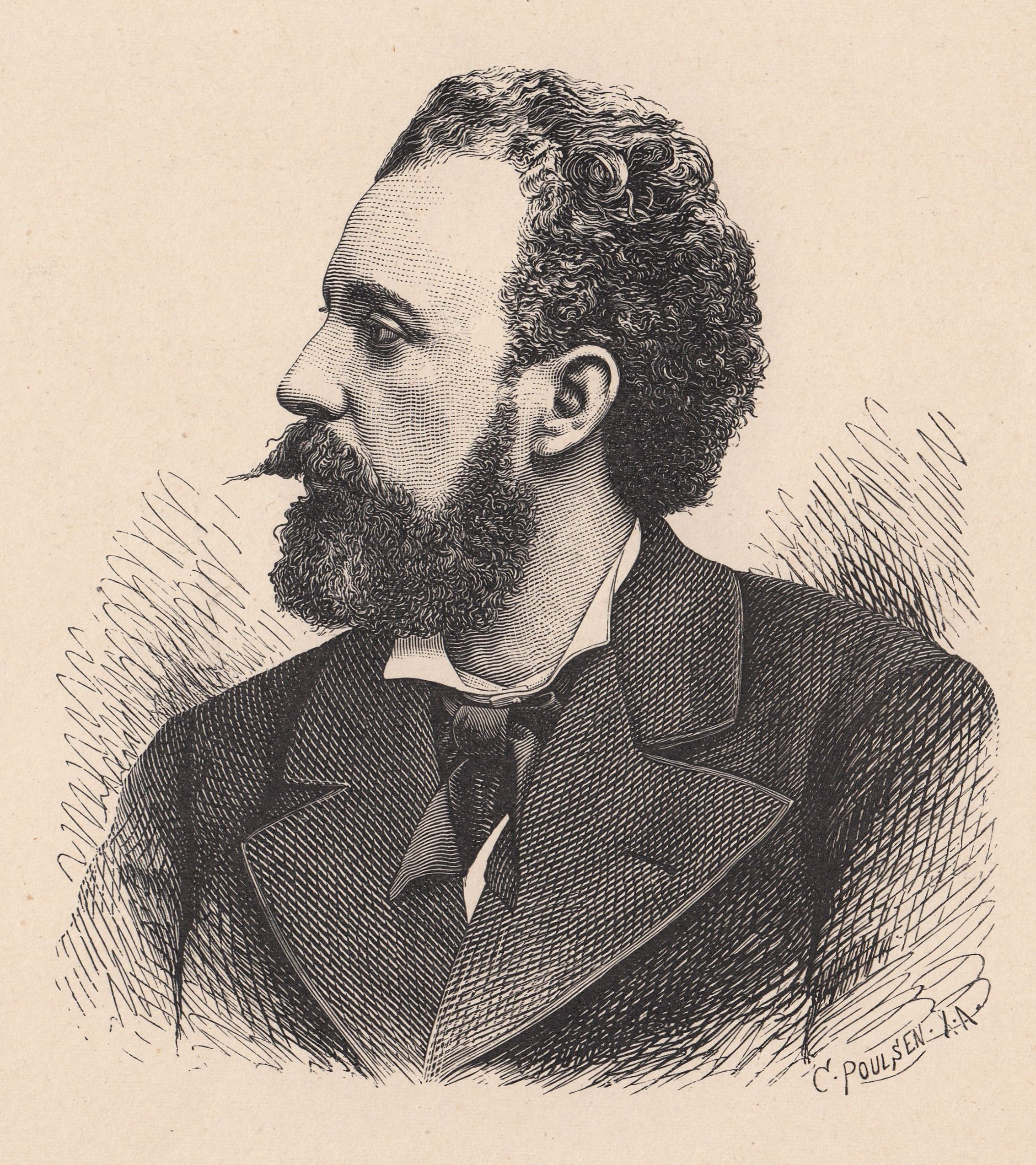
Holger Drachmann, circa 1894

- 山道夫(Sophus Schandorph，1836年5月8日——1901年1月1日)是丹麥詩人和小說家，他是“現代突破”运动（丹麦语： Det moderne gennembrud） 的作家之一。小說《沒有中心》（ Uden Midtpunkt）是他的代表作，而後期小說中較為著名的是：《托馬斯弗里斯的歷史》（Thomas Friis' Historie，2卷，1881年）、Det gamle Apothek (The Old Apothecary，1855)、Poet og Junker (1892)和Helga (1900)。雖然今天山道夫的作品較少被讀者皆受，並沒有被視為“突破”的傑出人物，但他是亨利克·蓬托皮丹以及後來的地區主義和社會作家的靈感的重要關鍵人物[29]。

### 新浪漫主義－－象徵主義
十九世紀末期，由於前期自然主義疏忽了抒情的價值也忽略的本國文化，新浪漫主義興起，因文風多以象徵的手法解釋抽象的事物，並且有前期浪漫主義豐富華麗的意象，因此被稱為「新浪漫主義」，同時也稱作「象徵主義」，此時期的作家多為抒情詩人。

#### 代表人物和作品
- 約翰內斯·約根森(Johannes Jørgensen，1866年11月6日——1956年5月29日)是丹麥作家，最出名的是他的天主教聖徒傳記，他生平總共獲得五次獲得諾貝爾文學獎的提名。約根森的作品深受天主教的影響，早期寫作風格帶有象徵主義，而1907年，約根森完成了他的《聖弗朗西斯傳記》(biography of St. Francis) ，這本書使他在阿西西以及後來在他的故鄉斯文堡成名並成為當地的名譽公民，《錫耶納聖凱瑟琳》（Catherine of Siena，1915）一書是他的第三部聖徒傳記。除了帶有宗教風格的作品外，約根森還創作了一些旅行紀敘[31]。
- 克勞森(Sophus Claussen，1865年9月12日——1931年4月11日)是丹麥著名作家和抒情詩人，是約翰內斯·約根森(Johannes Jørgensen)的好友，他們共同創作了《塔爾內特》（Taarnet）期刊，一起開啟丹麥文學的象徵主義發展。他在抒情詩的上風格大膽且具有現實主義色彩，即使Sophus Claussen不是自然主義者或現實主義者而是一位現代主義者，他的作品仍有現實主義的風格，大多書寫現實事件的描寫，作品中他表達了對事物背景的懷疑，在永恆的追求中實現真實，此外Sophus Claussen經常被稱為色情詩人，人類的無意識、對夢想的解釋和噩夢般的惡魔形象佔據了克勞森的大部分著作，例如他的詩歌作品《Anabotage》[32]。1896年他的作品《Ekbatana》被列入丹麥文化經典(Danmarks kulturkanon)[33]。

## 二十世紀戰爭思潮

### 唯物主義
二十世紀初有些作家的寫作風格不再拘泥於先前的浪漫主義或現實主義，而是慢慢走向以唯物主義的方式寫作，此時期的特點是作家的寫作內容偏向描述生活中的實際事物，討論哲學、自然的美好等主題，較少涉及政治、經濟等社會議題。

#### 代表人物和作品
- 馬丁．安徒生．尼克索(Martin Andersen Nexø，1869年6月26日——1954年6月1日)是丹麥作家，作為第一位支持社會革命的丹麥小說家，他的作品在丹麥乃至整個歐洲具有宣傳社會主義的作用。尼克索的著名作品為兩部小說，並以這兩部小說打響知名度，第一部是Pelle erobreren（英文： Pelle the Conqueror），它在1906年到1910年之間出版了四卷，是一部成長小說，這部作小說是他最著名的作品，也是翻譯成他國語言最多的作品；第二部小說Ditte mennskebarn，5 vol（1917-21)，描繪了一個貧窮、勇敢、有愛心的女孩和女人的生活，對她們來說無法擺脫被壓迫的人生，這兩部小說同時也被改編成多部電影[34]，例如第一部小說改編成1986年的 DDR-FS電影 Pelle der Eroberer和1987年的電影 Pelle Erobreren .Ditte Menneskebarn（英文： Ditte，Child of Man）[35]。
- 約翰尼斯·威廉·延森(Johannes V. Jensen，1873年1月20日——1950年11月25日)為丹麥作家，他被認為是20世紀丹麥最偉大的作家，1944年諾貝爾文學獎得主，以歷史小說聞名世界[36]。1906年，延森創作了他最偉大的文學成就：《收集了1906年的數字》（即詩歌1906年）(Digte 1906)，將散文詩引入丹麥文學。他還寫了詩、戲劇和許多文章，主要內容是人類學和哲學的演變，而1999年延森的作品《國王的墮落》（The Fall of the King，1901）被報紙Politiken和Berlingske Tidende譽為20世紀最好的丹麥小說。延森被認為是丹麥現代主義之父，特別是在現代詩歌領域，他引入了散文詩，並使用了簡單直接的語言，他的文學影響力始於20世紀60年代，直至今日丹麥文學仍受到他的影響[37]。

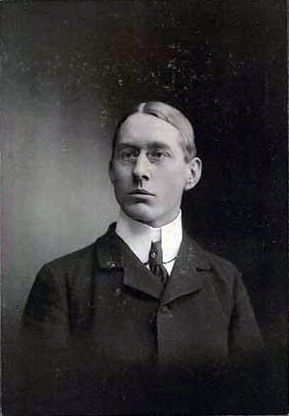
Johannes V. Jensen於1902.

### 第一次世界大戰的幻思
第一次世界大戰導致丹麥不再持續以往和平生活的理想態度，浪漫主義、現實主義不再占據主流文學文化，在唯物主義也沒有滿足人們對於精神上的需求之下，部分作家要求開創新的文學風向，並且由於當時一戰後國家獨立的風潮，丹麥國內許多作家也紛紛加入革命組織，革命、反動、戰爭思維、美國化和左傾意識開始逐漸影響丹麥年輕作家，丹麥文壇走向因而有所改變，但同時間之前老一輩的作家仍舊持續在創作，因此在這一個時期的丹麥文壇擁有不同的寫作風格，相互影響。在此時期的主要文學表現形式是刊物的出版，許多知名刊物都在此時聞名於丹麥並影響後來的丹麥文學，《旁觀者》(Tilskueren,1884-)和《Gads danske Magasin》在所有刊物中影響力最大。

### 第二次世界大戰的影響
1930年代左右，丹麥被德軍佔領，法西斯主義帶給丹麥人不同的社會風向，反社會意識開始在丹麥發酵，部分作家創作反社會的諷刺作品，雖然部分作家的作品被德軍沒收、禁止發表，但是此種社會意識持續在丹麥地區發展。戰爭期間，愛國主義、象徵主義和現代主義開始影響丹麥文壇，此時期社會小說和戲劇作品不再被人們所重視，人們開始將眼光放在抒情詩的著作之上，將自身遭受到的經歷與同胞分享。

#### 代表人物和作品
- 凱爾德·阿貝爾（Kjeld Abell）是丹麥劇作家、編劇和戲劇設計師，阿貝爾的戲劇作品大致可分為三個階段：一、批評中產階級慣例，二、反對納粹主義，三、批評戰後悲觀主義和對死亡的衝動。他是丹麥劇作家中第一個現代主義者，在納粹佔領丹麥之前和期間，阿貝爾利用他的戲劇來抗議失去自由，這些戲劇的主題將自由和逃避主義視為自我毀滅，這些作品包括Anna Sophie Hedvig（1939，英文譯本1944）、Dronning gaar igen（1943年）。戰爭結束後，他許多戲劇作品採用了複雜的神秘元素，這些戲劇包括Dage paa en sky（Days on a Cloud，1947）、Denblåpekingeser（The Blue Pekingese，1954）、Kameliadamen（The Lady of the Camellias，1954）和Skriget（The Scream，英文翻譯1961），並於1960年成為丹麥學院(Danish Academy)的成員[38]。

| 书名                        | 年份 | 英译本                        | 英译年份 |
| --------------------------- | ---- | ----------------------------- | -------- |
| Melodien der blev væk       | 1935 | The Melody That Got Lost      | 1939     |
| Eva aftjener sin Barnepligt | 1936 | Eva is Serving Her Child Duty |          |
| Anna Sophie Hedvig          | 1939 | Anna Sophie Hedvig            | 1944     |
| Judith                      | 1940 | Judith                        |          |
| Dage paa en Sky             | 1947 | Days on a Cloud               |          |
| Den blå pekingeser          | 1954 | The Blue Pekingese            |          |
| Kameliadamen                | 1959 | The Lady of the Camellias     |          |
| Skriget                     | 1961 | The Scream                    |          |

- 摩頓·尼路臣（Morten Nielsen）是當時丹麥著名愛國詩人和抗戰鬥士，他只發表過一系列詩集《沒有武器的勇士》(Krigere uden Vaaben)，大多數詩的內容都是關於人和死亡間的關係，作品充滿愛國主義情操[39]。
- 安德里亞斯·威廉·海納森（William Heinesen，1900年1月15日—1991年3月12日）是法羅群島詩人、小說家、兒童文學家、作曲家和畫家，寫作時使用丹麥語。他的寫作內容注重光明與黑暗、破壞與創造之間的衝突性，而好與壞的區別在他的作品中是得不到清楚的定義。他的作品在丹麥文學中產生極大的影響，他的作品也容或多項榮譽，如1960年獲得丹麥文學獎霍爾伯格獎章、1987年瑞典文學院授予北歐文學獎等等，可以看出他的作品在北歐文學的重要性[40]。

##### 安德里亞斯·威廉·海納森主要作品[41]

###### 诗集
- 《北欧挽歌及及其它诗》1921 Arktiske Elegier og andre Digte
- 《海牧草》1924 Høbjergningen ved Havet
- 《春天深情的歌》1927 Sange mod Vaardybet
- 《朦胧的太阳》1936 Den dunkle Sol
- 《诗选》1955 Digte i udvalg
- 《韵诗及愤怒的歌》1961 Hymne og harmsang
- 《全景彩虹》1972 Panorama med regnbue
- 《冬天的梦》1983 Vinterdrøm.
- 《诗集》1984 Samlede digte
- 《诗歌选》1990 Digte

###### 短篇小说
- 《瞬时黑暗》1957 Det vingede mørke
- 《魔光》1957 Det fortryllede lys
- 《迦玛的蛊惑》1960 Gamaliels besættelse
- 《拯救邪恶的灵魂》1967 Kur mod onde ånder
- 《鲸鱼油厂的唐璜》1970 Don Juan fra Tranhuset
- 《托尔斯港的故事》1973 Fortællinger fra Thorshavn
- 《吉伦和其他故事》1975 Grylen og andre noveller
- 《让我们跳起舞来》1980 Her skal danses
- 《幻灯》1985 Laterna magica

###### 长篇小说
- 《暴风雨中的黎明》1934 Blæsende Gry
- 《诺欧》1938 Noatun
- 《黑锅炉》1949 Den sorte gryde
- 《迷途中的音乐家们》1950 De fortabte spillemænd
- 《母亲西芙斯耶尼》1952 Moder Syvstjerne
- 《好望角》1964 Det gode håb
- 《世界尽头的塔》1976 Tårnet ved verdens ende